# Campionato italiano maschile di pallanuoto 1906
Il campionato italiano 1906 è stata la 5ª edizione non riconosciuta dalla FIN del campionato italiano maschile di pallanuoto. Il torneo, organizzato dalla Federazione Italiana di Nuoto Rari Nantes, vide competere quattro squadre: la Rari Nantes Roma, la Romana Nuoto, la Podistica Lazio e la Virtus.
Il torneo si tenne in due giornate, sabato 8 e domenica 9 settembre, presso lo stabilimento delle Acque Albule a Tivoli. A vincere fu per la prima volta la Lazio che superò in finale la RN Roma, detentrice dei precedenti quattro campionati. A decidere l'incontro fu un gol di Costantino Pizzingrilli dopo oltre mezzora di gioco.

## Tabellone
|  | Semifinali       | Semifinali       | Semifinali       |                  |       | Finale | Finale | Finale |  |
|  |                  |                  |                  |                  |       |        |        |        |  |
|  | Lazio            | Lazio            | ?                |                  |       |        |        |        |  |
|  | Lazio            | Lazio            | ?                |                  |       |        |        |        |  |
|  | Romana Nuoto     | Romana Nuoto     | ?                |                  |       |        |        |        |  |
|  | Romana Nuoto     | Romana Nuoto     | ?                |                  | Lazio | Lazio  | 1      |        |  |
|  |                  |                  |                  |                  | Lazio | Lazio  | 1      |        |  |
|  |                  |                  | Rari Nantes Roma | Rari Nantes Roma | 0     |        |        |        |  |
|  | Rari Nantes Roma | Rari Nantes Roma | Rari Nantes Roma | Rari Nantes Roma | 0     | ?      |        |        |  |
|  | Rari Nantes Roma | Rari Nantes Roma |                  |                  |       |        |        |        |  |
|  | Virtus           | Virtus           | ?                |                  |       |        |        |        |  |

## Classifica finale
|  | Pos. | Squadra          | G | V | N | P | GF | GS | DR |
|  | ---- | ---------------- | - | - | - | - | -- | -- | -- |
|  | 1.   | Lazio            | 2 | 2 | 0 | 0 | ?  | ?  | ?  |
|  | 2.   | Rari Nantes Roma | 2 | 1 | 0 | 1 | ?  | ?  | ?  |
|  | 3.   | Romana Nuoto     | 1 | 0 | 0 | 1 | ?  | ?  | ?  |
|  | 4.   | Virtus           | 1 | 0 | 0 | 1 | ?  | ?  | ?  |

### Verdetti
- Podistica Lazio Campione d'Italia 1906